# India, India
〈India, India〉은 1980년 뉴욕 다코타 아파트에서 존 레논에 의해 씌여지고 녹음된  홈 레코딩 곡이다.

## 영감 및 작곡
레논은 그의 하우스밴드로서의 생활을 종료할 무렵, 1968년 인도의 리시케시에서 마하리시 마헤쉬 요기로부터 명상을 공부하며 보낸 시기를 떠올리며 이 곡을 썼다. 당시 레논은 인도를 테마로 한 두 곡을 녹음했는데, 다른 한 곡은 〈The Rishi Kesh Song〉이다. 〈India, India〉는 레논이 이전에 만든 두 개의 미완성 작품 〈Tennessee〉와 〈Memories〉에서 사용했던 멜로디로부터 각색한 것이다. 가사에서는 레논이 당시 열광하고 있던 오노 요코에 대한 언급도 있다.

## 발표
이 곡은 2010년 존 레논 탄생 70 주년, 존 레논 사망 30주기를 기념해 발매된 박스 세트 《John Lennon Signature Box》를 통해 발표되었다.  《John Lennon Signature Box》에는 이전에 발표되지 않은 세 곡이 수록되어 있는데, 다른 두 곡은 레논의 자작곡 〈One of the Boys〉와 칼 퍼킨스의 〈Honey Don't〉이다. 2005년 이 곡은 〈I Don't Want to Lose You〉와 함께 뮤지컬 레논에서 피처링 되었다.